# アンチモン化アルミニウム
アンチモン化アルミニウム（アンチモンかアルミニウム、Aluminium antimonide、AlSb）は、アルミニウムとアンチモンを含むIII-V族半導体である。格子定数は、0.61 nmである。間接バンドギャップは、300 Kで約1.6 eVであるが、直接バンドギャップは2.22 eVである。
300 Kで、電子移動度は200 cm2·V−1·s−1、正孔移動度は400 cm2·V−1·s−1である。屈折率は、波長2 μmで3.3、誘電率はマイクロ波波長で10.9である。
アンチモン化アルミニウムは、他のIII-V族材料と混晶を作ることができ、アンチモン化アルミニウムインジウム(AlInSb)、アンチモン化アルミニウムガリウム(AlGaSb)、アンチモン化アルミニウムヒ素(AlAsSb)等の三元混晶を形成する。
アンチモン化アルミニウムは、アンチモン化物イオン(Sb3-)が還元性を持つために可燃性があり、燃えると酸化アルミニウムと三酸化アンチモンが生成する。